# Símbolos nacionales de Cuba
Los símbolos oficiales de Cuba son:
- La Bandera, izada por primera vez por Narciso López el 19 de mayo de 1850 en Cárdenas, Matanzas. Proclamada como la enseña nacional el 11 de abril de 1869.
- El Escudo nacional cubano, llamado también el Escudo de la Palma Real, creado en 1849.
- La Bayamesa (Himno de Bayamo), himno nacional. Interpretado públicamente por primera vez el 20 de octubre de 1868.

Las especificaciones del diseño de la bandera y el escudo fueron establecidas por el primer presidente de Cuba, Tomás Estrada Palma, mediante Decreto, el 21 de abril de 1906 y han permanecido sin modificaciones desde entonces.

## Bandera
La bandera de la estrella solitaria esbel símbolo de la nación, de forma rectangular, de doble largo que ancho, compuesta por cinco franjas horizontales de un mismo ancho; tres de color azul turquí y dos blancas, dispuestas alternativamente: en uno de sus extremos tiene un triángulo equilátero de color rojo, uno de cuyos lados es vertical y ocupa toda la altura de la bandera, constituyendo su borde fijo. El triángulo lleva en su centro una estrella blanca de cinco puntas, inscripta dentro de una circunferencia imaginaria, cuyo diámetro es igual al tercio de la altura de la bandera, una de las puntas de la estrella está orientada hacia el borde libre superior de la misma.

### Historia y simbología
La bandera de Cuba tiene el diseño de la que enarboló en 1851 Narciso López, en la ciudad de Cárdenas. Durante el primer período de la guerra de 1868-1878, la bandera cubana fue la que izó en Yara, el 10 de octubre de 1868, el Padre de la Patria, Carlos Manuel de Céspedes, en el acto inicial de aquella larga lucha. El 11 de abril de 1869, la Cámara de Representantes de la República en Armas acordó la adopción de ia insignia de 1850 como la bandera oficial de Cuba. En la guerra de 1895-1898 continuó empleándose el mismo pabellón como la bandera de la República en Armas. Al constituirse el país en Estado independiente (1902), la propia bandera fue ratificada como la oficial de Cuba.
Las tres franjas azules simbolizan los tres Departamentos en que se dividía Cuba a mediados del siglo XIX, como un modo de expresar la aspiración de todas las regiones del país a la independencia y la libertad. El triángulo rojo simboliza la sangre derramada por conquistar esos objetivos. La estrella blanca simboliza la elevación y pureza de los ideales cubanos.
Las especificaciones oficiales de la bandera fueron señalados por el Decreto Presidencial n.º 154 de 24 de abril de 1906.

## Himno
El himno de Bayamo es el símbolo de la nación, cuya letra y melodía fueron compuestas por Pedro Figueredo Cisneros y cantado en su forma original por el pueblo cubano el 20 de octubre de 1868 al ser tomada la ciudad de Bayamo. El arreglo para instrumentos lo compuso el maestro Manuel Muñoz Cedeño.

## Escudo
El escudo es el símbolo de la nación que está formado por dos arcos de círculos iguales, que se cortan volviendo la concavidad el uno al otro, como una adarga ojival. Está partido hasta los dos tercios de su altura, por donde lo divide una línea horizontal. Se compone de tres espacios o cuarteles: en el superior representa un mar, a cuyos lados, derecho e izquierdo existen frente uno de otro, dos cabos o puntas terrestres entre los cuales, cerrando el estrecho que forman, se extiende de izquierda a derecha, una llave de vástago macizo con la palanca hacia abajo y a cuyo fondo, un sol naciente esparce sus rayos por todo el cielo del paisaje. En el cuartel o espacio inferior de su derecha hay cinco bandas, situadas alternativamente, de un mismo ancho, de color azul turquí y blanco, siendo la azul la más alta e inclinadas todas de Izquierda a derecha.
En el cuartel o espacio inferior de su izquierda, figura un paisaje representando un valle, en medio del cual se alza una palma real con el botón de su hoja central en lo más alto, elevándose rectamente, teniendo al fondo en perspectiva dos montañas y ligeros celajes. El escudo está soportado por un haz de varas, cuyo extremo inferior, unido por una banda estrecha de color rojo cruzada en equis, sobresale por debajo del vértice de la ojiva. Por arriba sobresale por la parte central del jefe del escudo, encontrándose en este extremo el haz de varas unido por una banda circular estrecha de color rojo. La corona del haz de varas está cubierta por un gorro frigio de color rojo vuelto hacia la derecha, el que está sostenido por una de las varas que sobresale ligeramente. El gorro tiene en su parte central una estrella blanca de cinco puntas, una de ellas orientada hacia arriba. Sin exceder de las puntas de los extremos derecho e izquierdo de los arcos del escudo, hay dos ramas que lo orlan, una de laurel a su izquierda y otra de encina a su derecha, vueltas hacia el mismo y que se entrecruzan en el extremo inferior del escudo, detrás del haz de varas.

### Historia y simbología
El diseño del escudo de Cuba se basa en el que adoptaron los insurgentes de 1850. Después de varias modificaciones sucesivas, este emblema adquirió su forma actual.
En su tercio superior, simboliza a Cuba como "la Llave del Golfo", según suele llamarse a la Isla desde el siglo XVI, por su posición estratégica a la entrada del golfo de México, entre las penínsulas de Yucatán y la Florida. Al fondo, aparece la mitad del disco solar sobre la línea del horizonte marino, lo que simboliza el nacimiento de un nuevo Estado a la vida de la libertad y el progreso. La llave esta como suspendida en el aire, entre los dos cabos que representan las penínsulas mencionadas.
En el tercio inferior derecho (a la izquierda del que mira) se simbolizan por las tres franjas azules los Departamentos Oriental, Central y Occidental a que se alude en la nota sobre la bandera.
El tercio inferior izquierdo (a la derecha del que mira) reproduce un paisaje campestre típico de Cuba, presidido por una palma real, imagen figurativa de la naturaleza cubana; en primer término, fiera llana; en segundo término, dos montañas.
Las especificaciones oficiales del escudo fueron consignadas por el mismo Decreto Presidencial n.º 154 de 24 de abril de 1906.

## Himno
El himno de Bayamo es el símbolo de la nación, cuya letra y melodía fueron compuestas por Pedro Figueredo Cisneros y cantado en su forma original por el pueblo cubano el 20 de octubre de 1868 al ser tomada la ciudad de Bayamo. El arreglo para instrumentos lo compuso el maestro Manuel Muñoz Cedeño.

## Escudo
El escudo es el símbolo de la nación que está formado por dos arcos de círculos iguales, que se cortan volviendo la concavidad el uno al otro, como una adarga ojival. Está partido hasta los dos tercios de su altura, por donde lo divide una línea horizontal. Se compone de tres espacios o cuarteles: en el superior representa un mar, a cuyos lados, derecho e izquierdo existen frente uno de otro, dos cabos o puntas terrestres entre los cuales, cerrando el estrecho que forman, se extiende de izquierda a derecha, una llave de vástago macizo con la palanca hacia abajo y a cuyo fondo, un sol naciente esparce sus rayos por todo el cielo del paisaje. En el cuartel o espacio inferior de su derecha hay cinco bandas, situadas alternativamente, de un mismo ancho, de color azul turquí y blanco, siendo la azul la más alta e inclinadas todas de Izquierda a derecha.
En el cuartel o espacio inferior de su izquierda, figura un paisaje representando un valle, en medio del cual se alza una palma real con el botón de su hoja central en lo más alto, elevándose rectamente, teniendo al fondo en perspectiva dos montañas y ligeros celajes. El escudo está soportado por un haz de varas, cuyo extremo inferior, unido por una banda estrecha de color rojo cruzada en equis, sobresale por debajo del vértice de la ojiva. Por arriba sobresale por la parte central del jefe del escudo, encontrándose en este extremo el haz de varas unido por una banda circular estrecha de color rojo. La corona del haz de varas está cubierta por un gorro frigio de color rojo vuelto hacia la derecha, el que está sostenido por una de las varas que sobresale ligeramente. El gorro tiene en su parte central una estrella blanca de cinco puntas, una de ellas orientada hacia arriba. Sin exceder de las puntas de los extremos derecho e izquierdo de los arcos del escudo, hay dos ramas que lo orlan, una de laurel a su izquierda y otra de encina a su derecha, vueltas hacia el mismo y que se entrecruzan en el extremo inferior del escudo, detrás del haz de varas.